# Stada Arzneimittel
Stada Arzneimittel AG este o companie farmaceutică cu sediul în Bad Vilbel, Germania, specializată în producerea de medicamente generice și fără rețetă medicală. În 2018, veniturile au fost de 2,33 miliarde EUR.
Produsele cunoscute obținute de Stada sunt acetaminofenul și lactuloza, medicamentul la rece Grippostad-C și produsele de protecție solară Ladival. Stada este implicată în diferite proiecte caritabile și activități de sponsorizare, care includ sprijinul pentru ajutorul de delfini e.V din 2007 și sprijinul unui sat de copii românesc din Timișoara.

## Legături externe
Site web oficial